# دی-گلوکارات کلسیم
گلوکارات کلسیم  یا دی-گلوکارات کلسیم یا Calcium D-Glucarate یا CDG،  یک مکمل غذایی است که از مشهور ترین ترکیبات گلوکارات است.
دی- گلوکارات کلسیم،‌ نمک کلسیم از اسید دی-گلوکاریک است.
فرمول این ماده C6H8Ca O8 است

حرف دی (D) ‌بخاطر نوع ایزومر نوری بخش گلوکارات این مولکول است (ایزومر‌های نوری اسید گلوکاریک، L و D هستند).

## نقش فیزیولوژیک
این ماده ای که به طور طبیعی توسط پستانداران از جمله انسان به مقدار کم تولید می‌شود. اسید گلوکاریک همچنین در بسیاری از میوه ها و سبزیجات با بیشترین غلظت در پرتقال ، سیب ، گریپ فروت و مخصوصا در سبزیجات چلیپائی یافت می‌شود.

### نقش بالینی
این ماده، به عنوان مکمل، دارای خواصی منحصر به فرد و در موراد زیر بسیار مؤثر است:
نشان داده شده است که مکمل خوراکی کلسیم-D-گلوکارات باعث مهار بتا گلوکورونیداز ، آنزیمی تولید شده توسط میکرو فلور روده بزرگ و در سم‌زدایی فاز ۲

در کبد می شود.
افزایش فعالیت بتا گلوکورونیداز با افزایش خطر ابتلا به سرطان های مختلف ، به ویژه سرطان های وابسته به هورمون مانند سرطان پستان ، پروستات و روده بزرگ ارتباط دارد.
سایر کاربردهای بالینی بالقوه خوراکی کلسیم-D-گلوکارات شامل تنظیم متابولیسم استروژن و به عنوان یک عامل کاهش دهنده چربی (لیپید) است.
اثر پیشگیرانه در برابر سرطان پستان:
گلوکارات کلسیم هم ممکن است محیط داخلی (milieu) هورمونی را تغییر دهد و همچنین به طور مستقیم از عوامل محیطی مسئول سرطان پستان سم‌زدایی کند.

کاهش کلسترول: در آزمایشش بر موش صحرایی نشان داده شد که D-گلوکارات اثر هیپو کلسترولمیک دارد. مکانیزم این اثر ناشناخته است.

سوخت و ساز استروژن:
مهار فعالیت آنزیم بتا گلوکورونیداز توسط  D-گلوکارات کلسیم به بدن این امکان را می دهد تا هورمون هایی مانند استروژن را قبل از جذب مجدد، دفع کند. نشان داده شده‌است که مصرف خوراکی مقادیر زیادی D-گلوکارات کلسیم، باعث کاهش ۲۳ درصدی سطح استروژن سرم در موش صحرایی می‌شود.
از آنجا که بسیاری از سرطان های پستان به استروژن وابسته هستند ، قابلیت D-گلوکارات کلسیم در تأثیر بر سطح استروژن و سایر هورمون‌ها، منجر به به راه افتادن آزمایشات بالینی در چندین مرکز بزرگ سرطان در ایالات متحده شده است.

## موضوعات مرتبط
- اسید گلوکاریک همان ساکاریک اسید است
- ‌ با گلوکنات کلسیم (ترکیبات گلوکونات) اشتباه نشود.
- ‌ با ترکیبات اسید گلوتاریک اشتباه نشود.
- سبزیجات چلیپائی
- ایندول-۳-کاربینول
- دی ایندولیل متان (DIM)